# Фуккель, Леопольд
Карл Вильгельм Готтлиб Леопольд Фуккель (нем. Karl Wilhelm Gottlieb Leopold Fuckel; 1821—1875) — немецкий ботаник и миколог.

## Биография
Леопольд Фуккель родился 3 февраля 1821 года в городе Райхельсхайм в земле Гессен. С 1836 по 1852 работал аптекарем, затем был хозяином винного завода в Эстрих-Винкеле. Затем Фуккель решил посвятить свою жизнь ботанике, стал изучать микологию. Несколько раз Леопольд путешествовал по Арктике, изучал арктическую микофлору. Также Леопольд Фуккель изучал грибы, произрастающие в районе Рейна. В 1856 году он издал книгу Nassaus Flora, Phanerogamen. С 1869 по 1870 издавалась работа Фуккеля Symbolae mycologicae, Beiträge zur Kenntniß der rheinischen Pilze, в 1871, 1873 и 1875 были изданы дополнения к ней. После возвращения из Италии Леопольд Фуккель скончался в Вене 8 мая 1875 года от тифа.
Большая часть гербарных образцов грибов, собранных Леопольдом Фуккелем, хранится в гербарии Женевского ботанического сада (G).

## Некоторые научные работы
- Nassaus Flora, 1856
- Symbolae mycologicae, 1869—1870
- Symbolae mycologicae. Erster Nachtrag, 1871—1872
- Symbolae mycologicae. Zweiter Nachtrag, 1873—1874
- Symbolae mycologicae. Dritter Nachtrag, 1876—1877

## Роды грибов, названные в честь Л. Фуккеля
- Fuckelia Bonord., 1864 — анаморфа Godronia Moug. & Lév., 1846
- Fuckelia (Nitschke ex Sacc.) Cooke, 1869, nom. illeg. [syn.  Euepixylon Füisting, 1867]
- Fuckelina Niessl, 1875, nom. dub.
- Fuckelina Sacc., 1875 [syn.  Stachybotrys Corda, 1837]
- Fuckelina Kuntze, 1891, nom. illeg. [syn.  Helvella L., 1753]